# Ayvalık, Yumurtalık
Ayvalık là một xã thuộc huyện Yumurtalık, tỉnh Adana, Thổ Nhĩ Kỳ. Dân số thời điểm năm 2009 là 473 người.